# Chironomus dahlbomi
Chironomus dahlbomi är en tvåvingeart som beskrevs av Zetterstedt 1860. Chironomus dahlbomi ingår i släktet Chironomus och familjen fjädermyggor.
Artens utbredningsområde är Sverige. Inga underarter finns listade i Catalogue of Life.